# Polityczny cykl koniunkturalny
Polityczny cykl koniunkturalny – teoria zakładająca, że przebieg cyklu koniunkturalnego jest modyfikowany przez polityków, którzy manipulują instrumentami polityki makroekonomicznej (narzędzia polityki monetarnej i fiskalnej) w celu pozyskania wyborców i zapewnienia sobie reelekcji. Teoria ta wyjaśnia zatem dość regularne zmiany priorytetów polityki gospodarczej w państwach demokratycznych. Badania empiryczne dowodzą, że np. w krajach należących do Unii Europejskiej obecne są działania mające na celu „podretuszowanie” stanu koniunktury przed wyborami w celu zjednania sobie elektoratu.
Prekursorem koncepcji politycznego cyklu koniunkturalnego był polski ekonomista Michał Kalecki (po raz pierwszy użył tego terminu w 1943). Dowodził on, że interwencjonizm państwowy, nakierowany na eliminację cyklu koniunkturalnego i utrzymanie pełnego zatrudnienia w długim okresie, nie jest możliwy. Ekspansywna polityka fiskalna, stymulująca popyt globalny oraz tworzenie państwa opiekuńczego spowoduje rozluźnienie dyscypliny wśród pracowników i spadek wydajności pracy oraz groźbę inflacji. Jedynym rozwiązaniem będzie zastosowanie restrykcyjnej polityki budżetowej.
Zgodnie z omawianą koncepcją, wyborcy mają krótką pamięć, są krótkowzroczni, a więc podatni na manipulację i pozostają pod wpływem bieżącej sytuacji gospodarczej. Odpowiednio wcześniej rząd stosując restrykcyjną politykę fiskalną i monetarną doprowadza do pogorszenia stanu koniunktury. Natomiast tuż przed wyborami, za pomocą polityki ekspansywnej, wywołane zostaje ożywienie gospodarcze, połączone nierzadko dodatkowo np. z wprowadzeniem ulg podatkowych dla poszczególnych grup społecznych. Nagromadzone w czasie kryzysu rezerwy produkcyjne pozwalają na silną dynamizację wzrostu gospodarczego znacznie wykraczającą ponad długookresowy trend. Społeczeństwo ma wrażenie, że ekipa rządząca opanowała kryzys i poparcie dla niej wzrasta.
Konsekwencjami takiego manipulowania gospodarką są: wzrost inflacji, spadek oszczędności i inwestycji, zmniejszenie dochodów rozporządzalnych, a nawet zaburzenia równowagi handlowej kraju. Wobec tego po wyborach rządzący podwyższają podatki, ograniczają wydatki państwa, pozwalają na ograniczenie podaży pieniądza i wzrost stóp procentowych itd.
Występowanie politycznego cyklu koniunkturalnego jest kwestionowane przez wielu ekonomistów. Z drugiej jednak strony liczne badania empiryczne potwierdzają istnienie opisanych wyżej zależności. Praca Alesina, Cohena i Roubiniego z 1992 r. ukazała tzw. polityczny cykl pieniężny w Niemczech, podważając niezależność Bundesbanku.